# Hieronymiella cachiensis
Hieronymiella cachiensis är en amaryllisväxtart som beskrevs av Pierfelice Ravenna. Hieronymiella cachiensis ingår i släktet Hieronymiella och familjen amaryllisväxter. Inga underarter finns listade i Catalogue of Life.